# Lovejoy (album)
Lovejoy è un album in studio del cantante e chitarrista statunitense Albert King, pubblicato nel 1971.

## Tracce
1. Honky Tonk Woman (Mick Jagger, Keith Richards) – 3:59
2. Bay Area Blues (Donald "Duck" Dunn, Don Nix) – 2:55
3. Corrina, Corrina (Don Nix) – 3:45
4. She Caught the Katy (And Left Me a Mule to Ride) (Taj Mahal, James Rachell) – 3:56
5. For the Love of a Woman (Don Nix) – 4:20
6. Lovejoy, III. (Don Nix) – 3:46
7. Everybody Wants to Go to Heaven (Don Nix) – 4:20
8. Going Back to Iuka (Don Nix) – 3:58
9. Like a Road Leading Home (Don Nix, Dan Penn) – 5:24

## Formazione
- Albert King – chitarra, voce
- Jesse Ed Davis – chitarra
- Tippy Armstrong – chitarra
- Wayne Perkins – chitarra
- John Gallie – tastiera
- Barry Beckett – tastiera
- Donald Dunn – basso
- David Hood – basso
- Jim Keltner – batteria
- Roger Hawkins – batteria
- Sandy Konikoff – percussioni
- Jeanie Green – cori
- The Mount Zion Singers – cori